# مجلة الدراسات المسمارية
مجلة الدراسات المسمارية أسستها مدرسة بغداد التابعة للمدارس الأمريكية للأبحاث الشرقية في عام 1947. تقدم المجلة مقالات حول لغة بلاد ما بين النهرين القديمة والتاريخ باللغات الإنجليزية والفرنسية والألمانية.

## روابط خارجية
- عناوين المقالات في الأعداد السابقة لمجلة الدراسات المسمارية